# Riesenschirmlinge
Die Riesenschirmlinge (Macrolepiota) sind eine Pilzgattung aus der Familie der Champignonverwandten.

## Merkmale

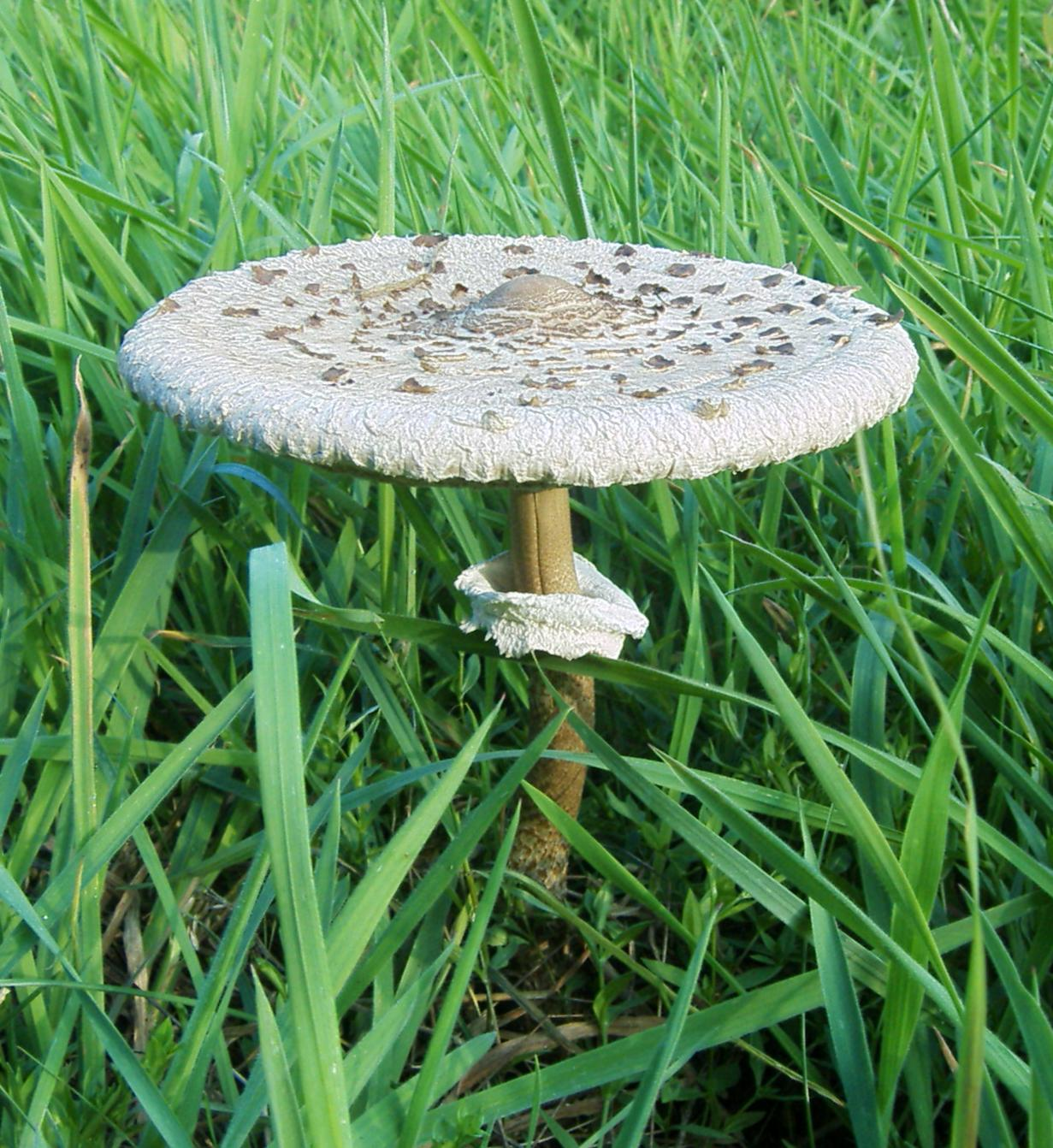
Ausgewachsener Gemeiner Riesenschirmling (Parasolpilz) auf einer Wiese

### Makroskopische Merkmale
Die Riesenschirmlinge sind große bis sehr große zentral gestielte Pilzarten mit im Alter schirmartigem Äußeren. Der Hut ist zunächst kugelig. Später schirmt er auf, wobei er eine konvexe bis flache Form annimmt und oft einen Buckel aufweist. Er erreicht dabei normalerweise einen Durchmesser von 5–25 cm. Seine Oberfläche ist meist weißlich, creme, grau-, rot- oder dunkelbraun gefärbt. Während der Fruchtkörperentwicklung kommt es zum Aufreißen der Huthaut und meist auch der Stieloberfläche. Die Huthaut bildet dann charakteristische, häufig konzentrisch angeordnete, faserige oder schollige Schuppen. Deren Untergrund ist weißlich bis bräunlich. Die Hutmitte reißt kaum auf. Am Stiel bleibt ein typischer verschiebbarer Ring zurück. Die Lamellen sind frei und entfernt vom Stiel. Sie stehen dicht und sind weiß bis creme gefärbt. Der Stiel wird 3–25 cm lang und 0,7–3 cm dick. Er ist zylindrisch geformt und an der Basis mehr oder weniger stark verdickt. Seine Oberfläche ist glatt bis faserig und mehr oder weniger stark genattert. Das Fleisch ist im Hut weißlich und bei den meisten Arten nicht verfärbend, selten in der Stielrinde im gesamten Fruchtkörper rötend oder an manchen Stellen graugrün verfärbend. Der Geruch ist unbedeutend oder angenehm pilzartig. Der Geschmack ist mild. Das Sporenpulver ist weiß bis rosafarben.

### Mikroskopische Merkmale
Die Sporen sind elliptisch bis eiförmig und bis zu 25 µm lang. Sie sind dickwandig und glatt. Sie weisen einen Keimporus auf, der mit einer hyalinen Kappe bedeckt ist. Die Sporen sind dextrinoid und metachromatisch. Die Cheilozystiden sind zylindrisch, utriform bis leicht keulig und oft etwas unregelmäßig geformt. Die Huthaut wird aus einem trichoderm gebildet. Schnallen sind vorhanden.

## Gattungsabgrenzung
Die Safranschirmlinge (Chlorophyllum) unterscheiden sich durch die Kombination aus bei Verletzung rot verfärbendem Fleisch und einem glatten, ungenatterten Stiel.

## Ökologie
Alle Angehörigen der Gattung sind bodenbewohnende Saprobionten, die häufig auf gedüngten, nährstoffreichen Böden vorkommen. Lebensräume der Riesenschirmlinge sind Wald- und Wiesengesellschaften.

## Systematik und Taxonomie
Phylogenetische Untersuchungen zeigten, dass die Gattung in 3 Sektionen aufgeteilt werden kann:
- Sektion Macrolepiota: Arten mit dickem, doppeltem, wattigem Ring (Macrolepiota procera, Macrolepiota rhodosperma und verwandte Taxa).

- Sektion Macrosporae: Arten mit einfachem, dünnerem Ring (Macrolepiota mastoidea, Macrolepiota excoriata und verwandte Taxa).

- Sektion Volvatae: Arten mit Volva (keine europäischen Taxa).

Basierend auf DNA-Analysen wurden die Arten um den Gemeinen Safranschirmling (Chlorophyllum rhacodes, Syn. Macrolepiota rhacodes) in die Gattung Safranschirmlinge (Chlorophyllum) separiert, die ursprünglich nur Chlorophyllum molybdites enthielt. Der Jungfern-Riesenschirmling bzw. Jungfern-Egerlingsschirmling (Leucoagaricus nympharum, Syn. Macrolepiota nympharum) wurde in die Gattung Egerlingsschirmlinge (Leucoagaricus) gestellt.

## Arten
In Europa sind folgende Riesenschirmlinge im strengen Sinne zu erwarten:
| Riesenschirmlinge (Macrolepiota s. str.) in Europa |                                                                                            | |
| \| Deutscher Name \| Wissenschaftlicher Name \| Autorenzitat \| \| ---------------------------------------- \| ------------------------------------------------------------------------------------------ \| ----------------------------------------------------------------------------------------------------------------------------------------------------------- \| \| Schillernder Zitzen-Riesenschirmling \| Macrolepiota affinis ≡ Macrolepiota mastoidea var. affinis \| (Velen. 1920) Bon 1977 (Velen. 1920 em. Locq. 1945) E. Ludw. 2012 \| \| Acker-Riesenschirmling \| Macrolepiota excoriata \| (Schaeff. 1774) Wasser 1978 \| \| Schwachschuppiger Acker-Riesenschirmling \| Macrolepiota excoriata var. heimii \| (Locq. 1952 ex Bon 1990) E. Ludw. 2012 \| \| Rötender Acker-Riesenschirmling \| Macrolepiota excoriata var. rubescens \| (L.M. Dufour 1913) Bon 1981 \| \| Rußigbeschuppter Riesenschirmling \| Macrolepiota fuligineosquarrosa \| Malençon 1979 \| \| Zitzen-Riesenschirmling \| Macrolepiota mastoidea s. str. ≡ Macrolepiota konradii ≡ Macrolepiota rickenii \| (Fr. 1821) Singer 1951 (Huijsman 1943 ex P.D. Orton 1960) M.M. Moser 1967 (Velen. 1939) Bellù & Lanzoni 1987 \| \| \| Macrolepiota mastoidea var. atrobrunnea \| Dermek 1985 \| \| \| Macrolepiota mastoidea var. coccineobasalis \| (Locq. 1945) Bon 1981 \| \| Nordischer Riesenschirmling \| Macrolepiota nordica \| Bellù & Lanzoni 1986 ad. int. \| \| \| Macrolepiota nordica var. subvelata \| Bon 1993 ad. int. \| \| Grünfleckender Riesenschirmling \| Macrolepiota olivascens \| M.M. Moser 1953 ex M.M. Moser & Singer 1961 \| \| \| Macrolepiota olivascens f. pseudo-olivascens ≡ Macrolepiota procera var. pseudo-olivascens \| (Bellù & Lanzoni 1987) Hauskn. & Pidlich-Aigner 2004 Bellù & Lanzoni 1987 \| \| Dunkelscheibiger Riesenschirmling \| Macrolepiota phaeodisca \| Bellù 1984 \| \| Gemeiner Riesenschirmling, Parasol \| Macrolepiota procera \| (Scopoli 1772 : Fr. 1821) Singer 1948 ('1946') \| \| Düsterer Riesenschirmling \| Macrolepiota procera f. fuliginosa non Macrolepiota fuliginosa \| (Barla 1888) Vizzini & Contu 2011 (Barla 1888) Bon 1981 ss. Lange, Vellinga \| \| Rötender Riesenschirmling \| Macrolepiota procera f. permixta ≡ Macrolepiota permixta \| (Barla 1888) Vizzini & Contu 2011 (Barla 1888) Pacioni 1979 \| \| \| Macrolepiota procera var. mediterranea \| Bon 1993 \| \| Verkannter Zitzen-Riesenschirmling \| Macrolepiota prominens \| (Sacc. 1887) M.M. Moser 1967 \| \| Dünen-Riesenschirmling \| Macrolepiota psammophila ≡ Macrolepiota fuligineosquarrosa f. psammophila \| Guinb. 1996 (Guinb. 1996) Migl. 1999 \| \| Sternschuppiger Riesenschirmling \| Macrolepiota rhodosperma = Macrolepiota fuliginosa = Macrolepiota konradii \| (P.D. Orton 1984) Migliozzi 1995 (Barla 1888) Bon 1981 ss. Lange, Vellinga, non ss. orig. (Huijsman 1943 ex P.D. Orton 1960) M.M. Moser 1967, non ss. orig. \| \| \| Macrolepiota rhodosperma var. velicopia \| Vizzini & Contu 2011 \| \| Feinschuppiger Riesenschirmling \| Macrolepiota subsquarrosa \| (Locq. 1952) Bon 1981 \| |                                                                                            | |
| Deutscher Name | Wissenschaftlicher Name                                                                    | Autorenzitat |
| Schillernder Zitzen-Riesenschirmling | Macrolepiota affinis ≡ Macrolepiota mastoidea var. affinis                                 | (Velen. 1920) Bon 1977 (Velen. 1920 em. Locq. 1945) E. Ludw. 2012                                                                                           |
| Acker-Riesenschirmling | Macrolepiota excoriata                                                                     | (Schaeff. 1774) Wasser 1978 |
| Schwachschuppiger Acker-Riesenschirmling | Macrolepiota excoriata var. heimii                                                         | (Locq. 1952 ex Bon 1990) E. Ludw. 2012 |
| Rötender Acker-Riesenschirmling | Macrolepiota excoriata var. rubescens                                                      | (L.M. Dufour 1913) Bon 1981 |
| Rußigbeschuppter Riesenschirmling | Macrolepiota fuligineosquarrosa                                                            | Malençon 1979 |
| Zitzen-Riesenschirmling | Macrolepiota mastoidea s. str. ≡ Macrolepiota konradii ≡ Macrolepiota rickenii             | (Fr. 1821) Singer 1951 (Huijsman 1943 ex P.D. Orton 1960) M.M. Moser 1967 (Velen. 1939) Bellù & Lanzoni 1987                                                |
| | Macrolepiota mastoidea var. atrobrunnea                                                    | Dermek 1985 |
| | Macrolepiota mastoidea var. coccineobasalis                                                | (Locq. 1945) Bon 1981 |
| Nordischer Riesenschirmling | Macrolepiota nordica                                                                       | Bellù & Lanzoni 1986 ad. int. |
| | Macrolepiota nordica var. subvelata                                                        | Bon 1993 ad. int. |
| Grünfleckender Riesenschirmling | Macrolepiota olivascens                                                                    | M.M. Moser 1953 ex M.M. Moser & Singer 1961 |
| | Macrolepiota olivascens f. pseudo-olivascens ≡ Macrolepiota procera var. pseudo-olivascens | (Bellù & Lanzoni 1987) Hauskn. & Pidlich-Aigner 2004 Bellù & Lanzoni 1987                                                                                   |
| Dunkelscheibiger Riesenschirmling | Macrolepiota phaeodisca                                                                    | Bellù 1984 |
| Gemeiner Riesenschirmling, Parasol | Macrolepiota procera                                                                       | (Scopoli 1772 : Fr. 1821) Singer 1948 ('1946') |
| Düsterer Riesenschirmling | Macrolepiota procera f. fuliginosa non Macrolepiota fuliginosa                             | (Barla 1888) Vizzini & Contu 2011 (Barla 1888) Bon 1981 ss. Lange, Vellinga                                                                                 |
| Rötender Riesenschirmling | Macrolepiota procera f. permixta ≡ Macrolepiota permixta                                   | (Barla 1888) Vizzini & Contu 2011 (Barla 1888) Pacioni 1979                                                                                                 |
| | Macrolepiota procera var. mediterranea                                                     | Bon 1993 |
| Verkannter Zitzen-Riesenschirmling | Macrolepiota prominens                                                                     | (Sacc. 1887) M.M. Moser 1967 |
| Dünen-Riesenschirmling | Macrolepiota psammophila ≡ Macrolepiota fuligineosquarrosa f. psammophila                  | Guinb. 1996 (Guinb. 1996) Migl. 1999 |
| Sternschuppiger Riesenschirmling | Macrolepiota rhodosperma = Macrolepiota fuliginosa = Macrolepiota konradii                 | (P.D. Orton 1984) Migliozzi 1995 (Barla 1888) Bon 1981 ss. Lange, Vellinga, non ss. orig. (Huijsman 1943 ex P.D. Orton 1960) M.M. Moser 1967, non ss. orig. |
| | Macrolepiota rhodosperma var. velicopia                                                    | Vizzini & Contu 2011 |
| Feinschuppiger Riesenschirmling | Macrolepiota subsquarrosa                                                                  | (Locq. 1952) Bon 1981 |

## Bedeutung
Alle Arten, die heute noch zur Gattung Macrolepiota gezählt werden, sind essbar, insbesondere die Gruppe um den Parasol enthält beliebte Speisepilze. Allerdings enthalten viele Arten erhöhte Arsen-Werte (durchschnittlich wurden 1,6 ppm gemessen), sodass nicht zu häufig zu viel derselben Art vom selben Fundort verzehrt werden sollte.